# قلعه حله
 قلعه حله  (به عربی: حصن الحلة) 
این دژ در قلب واحه بریمی، در شهرستان بریمی به عربی ( ولایة البریمی ) از توابع استان ظاهره واقع شده‌است، ویکی از (نقاط دیدنی سلطنت عمان) به شمار می‌آید.
آثار این دژ برفراز تپه‌ای نه بس بلند باقی مانده‌است. در مواردی از جمله پوشش بیرونی پایه‌ها از ساروج نیزاستفاده شده‌است. و مصالح به کاررفته، من جمله سنگ‌های بزرگ و ملاط آن گِل و گچ است. درون قلعه با تزیینات گچبری زیبا می‌باشد. قلعه در سال ۲۰۰۱ به‌طور کامل مرمت شده‌است. 